# Covadonga Romero Rodríguez
Covadonga Romero Rodríguez (Boo, Aller; 8 de septiembre de  1917-Oviedo, 27 de junio de 2018) fue una escultora y pintora española, pionera de la vanguardia femenina asturiana.

## Biografía
Comenzó sus estudios artísticos en la Escuela de Artes Aplicadas de Oviedo, donde tuvo como profesores a Víctor Hevia Granda o Mariano Monedero del Río, entre otros .
Vivió en la casa de su tío abuelo Payarinos, deán de la catedral de Oviedo. Posteriormente la casa pasó a ser la sede del Conservatorio.Tuvo tres hijos: Ruperto (uno de los descubridores de la cueva de Tito Bustillo), Santiago y Elena (restauradora).
Desde sus inicios trabajó modelando el barro. Estudió Dibujo Artístico, Modelado y Vaciado, Vidriera Artística y Cerámica en la Escuela de Artes Aplicadas y Oficios Artísticos de Oviedo, y obtuvo el premio Macián durante los cursos 1946 al 1949.
El modelado y  vaciado de sus esculturas lo realizaba utilizando el procedimiento de trabajo que había aprendido con Víctor Hevia, aunque prescindia del boceto previo.
Expuso por vez primera en 1949, y desde entonces realizó varias exposiciones individuales y colectivas, como las realizadas junto a su marido Ruperto Álvarez Caravia, en la Caja de Ahorros de Asturias, así como en la Sala Nogal, ambas en Oviedo, en 1976 y 1983.
En 1958 participó en el grupo “Homenaje a Tamayo”, con Jacinto Melcón, Jorge Valdés y Ruperto Álvarez Caravia, su marido, con el que expuso en 1964 en Oviedo, Gijón y Avilés.
Además de pintura, también realizó trabajos escultóricos, destacando entre ellos la escultura urbana conocida como Busto del Padre Vinjoy,  para la Fundación que lleva su nombre.
En 1990 la productora de RTVE en Asturias le encargó un retrato de Severo Ochoa y su esposa, que se encuentra en el Museo Jovellanos de Gijón.
Los materiales con los que trabajaba escultóricamente eran bronce, mármol, madera, cemento y materias plásticas.
También realizó a lo largo de su carrera una gran cantidad de paisajes, óleos y acuarelas en los que puede apreciarse una evolución hacia un mayor abocetamiento, una mayor soltura en el tratamiento de los paisajes y atmósferas.
Entre sus obras destacan: Retrato de mi hija, Joven turista, Muchacha triste, Rupertín, busto de Asunción Álvarez Santander, busto de José María Velasco, busto de José García de la Noceda, y El Salvador.
El 7 de septiembre de 2004, junto a otras: Blanca Meruéndano Cantalapiedra, Mercedes Gómez Morán, Maruja Moutas Merás, Pepa Osorio Ordóñez, Rosario Areces González y Amparo Cores Uría; recibió la medalla de plata de Asturias,galardón que anualmente concede el Gobierno del Principado, como reconocimiento al difícil trabajo que han tenido que realizar la que puede considerarse como  la primera generación de mujeres creadoras plásticas vinculadas a la vanguardia artística asturiana del siglo XX.

## Premios y reconocimientos
- Premio Macian (1946, 1947, 1948 y 1949)
- Medalla de Plata del Principado de Asturias (2004)